# Crotalaria triquetra
Crotalaria triquetra är en ärtväxtart som beskrevs av Nicol Alexander Dalzell. Crotalaria triquetra ingår i släktet sunnhampor, och familjen ärtväxter. Inga underarter finns listade i Catalogue of Life.